# Ochsenkopf (Silvrettagruppen)
Ochsenkopf är en bergstopp i Österrike.   Den ligger i förbundslandet Tyrolen, i den västra delen av landet, 500 km väster om huvudstaden Wien. Toppen på Ochsenkopf är 3 057 meter över havet, eller 116 meter över den omgivande terrängen. Bredden vid basen är 0,66 km. Ochsenkopf ingår i Silvretta Gruppe.
Terrängen runt Ochsenkopf är bergig söderut, men norrut är den kuperad. Runt Ochsenkopf är det ganska glesbefolkat, med 24 invånare per kvadratkilometer.. Närmaste större samhälle är Gaschurn, 15,7 km nordväst om Ochsenkopf. 
Trakten runt Ochsenkopf består i huvudsak av gräsmarker.